# Fédération Internationale de Ski
De Fédération Internationale de Ski (afgekort: FIS; Engels: International Ski Federation; Duits: Internationaler Ski Verband) is de internationaal overkoepelende sportbond voor alpijnse en noordse skisporten, alsook moderne sporttakken zoals freestyleskiën.
De FIS werd opgericht op 2 februari 1924 in Chamonix-Mont-Blanc, tijdens de eerste Olympische Winterspelen. De organisatie telde toen 14 leden. Anno 2020 waren dat er 123. Officieel kent de organisatie drie werktalen: Engels, Frans en Duits.
De Fédération International de Ski staat sinds 1998 onder leiding van de Zwitser Gian Franco Kasper en heeft haar hoofdkantoor in Oberhofen am Thunersee in Zwitserland.
De FIS is verantwoordelijk voor de organisatie van de meeste wereldbekers en wereldkampioenschappen in de verschillende takken van alpijns en noords skiën. Maar ook grasskiën en rollerskiën, geen typische wintersporten, vallen onder het gezag van de FIS. 
Olympische wintersporten die niet onder het gezag staan van de FIS, maar een eigen sportbond hebben zijn: biatlon, bobsleeën, rodelen, skeleton, curling, langebaanschaatsen, kunstschaatsen, shorttrack en ijshockey.

## Ski-disciplines
De Fédération organiseert de volgende ski-evenementen. Daarnaast ziet ze toe op de wereldbekers en wereldkampioenschappen.

### Alpijns skiën
| Disciplines      | Wereldkampioenschap                |
| ---------------- | ---------------------------------- |
| Alpinecombinatie | Wereldkampioenschappen alpineskiën |
| Afdaling         | Wereldkampioenschappen alpineskiën |
| Super G          | Wereldkampioenschappen alpineskiën |
| Reuzenslalom     | Wereldkampioenschappen alpineskiën |
| Slalom           | Wereldkampioenschappen alpineskiën |

### Noords skiën
| Disciplines        | Wereldkampioenschap                       |
| ------------------ | ----------------------------------------- |
| Langlaufen         | Wereldkampioenschappen langlaufen         |
| Schansspringen     | Wereldkampioenschappen schansspringen     |
| Noordse combinatie | Wereldkampioenschappen noordse combinatie |
| Skivliegen         | Wereldkampioenschappen skivliegen         |

### Freestyleskiën
| Disciplines | Wereldkampioenschap                   |
| ----------- | ------------------------------------- |
| Moguls      | Wereldkampioenschappen freestyleskiën |
| Aerials     | Wereldkampioenschappen freestyleskiën |
| Skicross    | Wereldkampioenschappen freestyleskiën |
| Half-pipe   | Wereldkampioenschappen freestyleskiën |

### Snowboarding
| Disciplines           | Wereldkampioenschap                |
| --------------------- | ---------------------------------- |
| Parallel reuzenslalom | Wereldkampioenschappen snowboarden |
| Parallel slalom       | Wereldkampioenschappen snowboarden |
| Snowboardcross        | Wereldkampioenschappen snowboarden |
| Half-pipe             | Wereldkampioenschappen snowboarden |

### Overige
| Disciplines | Wereldkampioenschap               |
| ----------- | --------------------------------- |
| Grasskiën   | Wereldkampioenschappen grasskiën  |
| Speedskiën  | Wereldkampioenschappen speedskiën |
| Telemarken  | Wereldkampioenschappen telemarken |
| Masters     | FIS World Criterium Masters       |

### Onofficieel
| Disciplines | Wereldkampioenschap                    |
| ----------- | -------------------------------------- |
| Rollerskiën | FIS Roller Skiing World Championships  |
| Carven      | FIS Carving Skiing World Championships |

Opmerking: Biathlon, waarbij langlaufen en schieten worden gecombineerd, wordt vertegenwoordigd door de International Biathlon Union (IBU).

## FIS-sporten en -disciplines
| Sport              | Belangrijkste wedstrijden                                                                           |
| ------------------ | --------------------------------------------------------------------------------------------------- |
| Langlaufen         | Wereldbeker, Wereldkampioenschappen, Continental Cup, FIS Race                                      |
| Schansspringen     | Wereldbeker, Wereldkampioenschappen, Wereldkampioenschappen skivliegen, Continental Cup, Grand Prix |
| Noordse combinatie | Wereldbeker, Wereldkampioenschappen, B-wereldbeker, Grand Prix, FIS Race                            |
| Alpineskiën        | Wereldbeker, Wereldkampioenschappen, Europacup, FIS Race                                            |
| Freestyleskiën     | Wereldbeker, Wereldkampioenschappen, Europacup                                                      |
| Snowboarden        | Wereldbeker, Wereldkampioenschappen, Europacup                                                      |
| Speedskiën         | Wereldbeker, Wereldkampioenschappen                                                                 |
| Grasskiën          | Wereldbeker, Wereldkampioenschappen, Continental Cup, Europa Cup, FIS Race                          |
| Telemarken         | Wereldbeker, Wereldkampioenschappen, Europacup                                                      |